# Neodiphyus flavovarius
Neodiphyus flavovarius là một loài tò vò trong họ Ichneumonidae.